# Hiša družine Robevci
Hiša družine Robevci je znana in zgodovinska stavba v Ohridu v Severni Makedoniji. V današnjem stanju jo je v letih 1863–1864 zgradil Todor Petkov iz vasi Gari pri Debru. Danes je hiša zaščiten kulturni spomenik in je v lasti Zavoda za varstvo kulturnih spomenikov in Narodnega muzeja.

## Zgodovina
Ime znamenite makedonske rodbine iz Ohrida, Robevci, je bilo prvič omenjeno leta 1379 na nagrobniku, napisanem v cerkvenoslovanski pisavi na dvorišču sv. Devica Perivlepta (sv. Kliment). Gradnja prve hiše Robevci je bila končana 15. aprila 1827, kar dokazuje grški napis na marmorni plošči, ki je vzidana v magaz (shrambo) na dvorišču. Gre za tradicionalno osmansko turško hišno arhitekturo. Ta znana ohridska trgovska družina je v hiši živela 35 let, ko jo je med letoma 1861–1862 slavni ohridski zločinec Ustref beg požgal do tal.
Dve leti pozneje, v letih 1863–1864, je bila hiša prezidana. Razdeljena je bil na dva dela: levi in desni. V levem delu hiše je živel Konstantin Robev, v desnem pa njegov brat Atanas Robev. Glavni graditelj je bil Todor Petkov (1814–1899) iz vasi Gari, ki je izhajal iz znane bakrorezbarske družine Ognenovci in je zgradil hišo iz nič. Pod njegovim vodstvom je bila izdelana tudi notranjost — stropi, omare in drugi okrasni elementi, ki so bili rezbarjeni. Družina je v novozgrajeni hiši živela do leta 1900, ko so se preselili v Bitolo in hišo pa uporabljali kot poletno rezidenco.
Od leta 1913 do 1919 v času balkanskih vojn in prve svetovne vojne je hiša gostila srbske vojake. Po njihovem odhodu so v hiši našli nekaj poškodb, del rezbarij so odpeljali v Niš v Srbiji. Hiša je od konca druge svetovne vojne zaščitena kot kulturno-zgodovinski muzej Severne Makedonije. Leta 1950 je bil v njej Narodni muzej, leta 1953 pa je bila stavba nacionalizirana in predana v trajno uporabo Zavodu za varstvo kulturnih spomenikov in Narodnemu muzeju v Ohridu.
Zadnja rekonstrukcija te čudovite stavbe je bila izvedena v 1990-ih. Trenutno služi kot razstavni prostor za arheološke zaklade sodobne Makedonije v prvem nadstropju, drugo je spominsko nadstropje, posvečeno družini Robevci, tretje ali zgornje nadstropje pa deluje kot rezidenca.

## Muzej
Hiša je zaščiten kulturni spomenik, sestavljena iz treh etaž. Epigrafski spomeniki iz Ohrida so nameščeni na pritličju hiše, vključno z dragocenimi predmeti, kot je miljnik (najden na Via Egnatia), dva torza boginje Izide itd. Arheološki predmeti iz antičnih časov in srednjega veka so razstavljeni v drugem in tretjem nadstropju.
Zgornji del hiše ,širvan, ki osvaja tako z zunanjostjo kot z notranjostjo, služi kot razstavni prostor za predmete Ohridske rezbarske šole, stvaritve znanih umetnikov iz Ohrida in okolice. V vzhodnem delu hiše je razstavljenih nekaj predmetov družine Robevci (rodovnik, ohranjena freska Dicha Zografa iz leta 1862, zdravniška torba Konstantina Robeva itd.).

## Zanimivost
Na bankovcu za 10 denarjev je odtisnjen torzo boginje Izide, ki je razstavljen v hiši Robevci. Izidin torzo lahko datiramo v 2. stoletje pr. n. št.